# Pinacate
|  | Per a altres significats, vegeu «Reserva de la Biosfera del Pinacate i el Gran Desert d'Altar». |

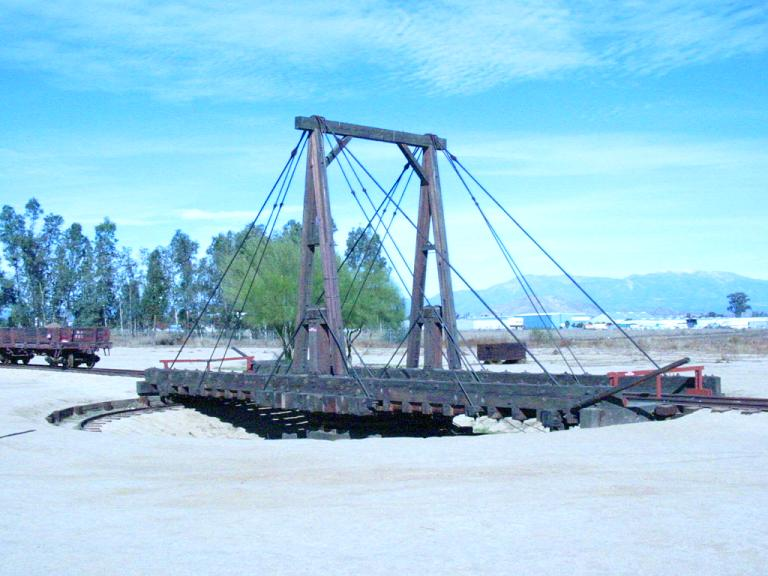
Placa giratòria, actualment al museu del ferrocarril.

Pinacate era un petit assentament a l'est del districte miner del Pinacate al comtat de Riverside, Califòrnia. S'establí quan la línia de ferrocarril del sud de Califòrnia va ser construïda entre Colton i San Diego el 1882. A causa d'una disputa de títol de propietat de la ciutat es va traslladar al nord per esdevenir Perris, el 1885.L'estació va romandre Pinacate i s'ha convertit en la ubicació del Museu del Ferrocarril d'Orange Empire.